# Liga Mistrzów AFC Two (2024/2025)/Faza grupowa
Faza grupowa Ligi Mistrzów AFC Two (2024/2025) miała na celu wyłonienie 16 drużyn uprawnionych do gry w fazie pucharowej Ligi Mistrzów AFC Two w sezonie 2024/2025. Rozgrywki wystartują 17 września 2024 roku, a zakończą się 5 grudnia tego samego roku. W każdej z grup, wszystkie zespoły zagrają ze sobą dwukrotnie w systemie mecz-rewanż.

## Uczestnicy
Spośród 32 zakwalifikowanych zespołów, 29 miało zagwarantowany udział w fazie grupowej dzięki rezultatom osiągniętym w krajowych rozgrywkach ligowych oraz pucharowych. Tak oto prawo startu od fazy grupowej Ligi Mistrzów AFC Two przysługiwało drużynom które:
- odpadła w eliminacjach Ligi Mistrzów AFC Elite
- zdobyły odpowiednie miejsce w tabeli ligowej
- zdobyły odpowiedni puchar kraju

Pozostałe 2 drużyny zostały wyłonionych w fazie kwalifikacyjnej.

## Podział na koszyki
Na podstawie:
| Region zachodni | Koszyk 1                                                                 | Koszyk 2                                                             | Koszyk 3                                                         | Koszyk 4                                                            |
| --------------- | ------------------------------------------------------------------------ | -------------------------------------------------------------------- | ---------------------------------------------------------------- | ------------------------------------------------------------------- |
| Region zachodni | Sepahan Isfahan Shabab Al-Ahli Dubaj Al-Taawoun FC Al-Wakrah SC          | Teraktor Sazi Tebriz Nadi asz-Szarika Nasaf Karszy Al-Quwa Al-Jawiya | Al-Hussein Irbid Istiklol Duszanbe Mohun Bagan SG Al-Khaldiya SC | Al-Wehdat Amman Rawszan Kulab Altyn Asyr Aszchabad Al Kuwait Kaifan |
| Region wschodni | Koszyk 1                                                                 | Koszyk 2                                                             | Koszyk 3                                                         | Koszyk 4                                                            |
| Region wschodni | Bangkok United FC Sanfrecce Hiroszima Jeonbuk Hyundai Motors Zhejiang FC | Port FC Sydney FC Selangor FC Thép Xanh Nam Định                     | Lee Man FC Kaya FC-Iloilo Lion City Sailors FC Muangthong United | Eastern SC DH Cebu FC Tampines Rovers Persib Bandung                |

## Losowanie
Losowanie grup odbyło się 15 sierpnia 2024 roku w Kuala Lumpur. AFC przed losowaniem przyjęła zasadę, że drużyny z tej samej federacji nie mogą trafić do tej samej grupy. Drużyny z regionu zachodniego mogły trafić do grup A-D, a z regionu wschodniego - E-H.

## Terminarz
Kolejne kolejki zostały rozegrane według następującego harmonogramu:
| Kolejka    | Data                    |
| ---------- | ----------------------- |
| Kolejka 1. | 17–19 września 2024     |
| Kolejka 2. | 1–3 października 2024   |
| Kolejka 3. | 22–24 października 2024 |
| Kolejka 4. | 5–7 listopada 2024      |
| Kolejka 5. | 26–28 listopada 2024    |
| Kolejka 6. | 3–5 grudnia 2024        |

## Grupy
| Kolory w tabeli grup                            |
| ----------------------------------------------- |
| Zespoły z miejsc 1. i 2. awansują do 1/8 finału |
| Zespół z miejsc 3. i 4. odpadają z turnieju.    |

Zasady ustalania kolejności w tabeli:
1. liczba zdobytych punktów w całej rundzie;
2. liczba punktów zdobyta w meczach bezpośrednich;
3. różnica bramek w meczach bezpośrednich;
4. liczba zdobytych bramek w meczach bezpośrednich;
5. różnica bramek w całej rundzie;
6. liczba zdobytych bramek w całej rundzie;
7. rzuty karne, jeśli jest to ostatni mecz grupy i decyduje o pozycji w grupie;
8. punkty dyscyplinarne (czerwona kartka – 3 punkty, żółta kartka – 1 punkt);
9. losowanie

### Grupa A
| Lp. | Drużyna                  | M | Mecze | Mecze | Mecze | Bramki | Bramki | Bramki | Pkt |
| Lp. | Drużyna                  | M | W     | R     | P     | +      | −      | +/−    | Pkt |
| --- | ------------------------ | - | ----- | ----- | ----- | ------ | ------ | ------ | --- |
| 1.  | Teraktor Sazi Tebriz (A) | 4 | 3     | 1     | 0     | 16     | 4      | +12    | 10  |
| 2.  | Al-Wakrah SC (A)         | 4 | 1     | 1     | 2     | 4      | 8      | −4     | 4   |
| 3.  | Rawszan Kulab (E)        | 4 | 1     | 0     | 3     | 3      | 11     | −8     | 3   |
| 4.  | Mohun Bagan SG           | 0 | 0     | 0     | 0     | 0      | 0      | 0      | 0   |

| 18 września 2024 16:00 CEST | Mohun Bagan SG | Raport | Rawszan Kulab | Salt Lake Stadium, Kolkata Widzów: 18 908 Sędzia: Ahmed Issa |
|                             |                |        |               |                                                              |

| 18 września 2024 18:00 CEST | Al-Wakrah SC | 0:3(0:3)Raport | Teraktor Sazi Tebriz · 13' Štrkalj · 16' Torabi · 38' Hosseinzadeh | Al Janoub Stadium, Al-Wakra Widzów: 3 476 Sędzia: Rustam Lutfullin |
|                             |              |                |                                                                    |                                                                    |

| 2 października 2024 16:00 CEST | Rawszan Kulab | 0:1(0:1)Raport | Al-Wakrah SC · 45' Gelson | Stadion Pamir, Duszanbe Widzów: 7 643 Sędzia: Majed Al-Shamrani |
|                                |               |                |                           |                                                                 |

| 2 października 2024 CEST | Teraktor Sazi Tebriz | [ b ] | Mohun Bagan SG | Stadion Yadegar Emam, Tebriz |
|                          |                      |       |                |                              |

| 23 października 2024 16:00 CEST | Mohun Bagan SG | [ b ] | Al-Wakrah SC | Salt Lake Stadium, Kolkata |
|                                 |                |       |              |                            |

| 23 października 2024 16:00 CEST | Rawszan Kulab · Mawutor 90+2' | 1:3(0:2)Raport | Teraktor Sazi Tebriz · 26', 32' Hosseinzadeh · 80' Štrkalj | Stadion Pamir, Duszanbe Widzów: 4 729 Sędzia: Alex King |
|                                 |                               |                |                                                            |                                                         |

| 6 listopada 2024 17:00 CET | Teraktor Sazi Tebriz · Nazarov 4' · Cikalleshi 14', 25', 27' · Hosseinzadeh 45+2', 69' · Alves 49' | 7:0(5:0)Raport | Rawszan Kulab | Stadion Al-Gharafa, Doha (Katar) Widzów: 200 Sędzia: Ahmad Ibrahim |
|                            | |                |               |                                                                    |

| 6 listopada 2024 17:00 CET | Al-Wakrah SC | [ b ] | Mohun Bagan SG | Al Janoub Stadium, Al-Wakra |
|                            |              |       |                |                             |

| 27 listopada 2024 CET | Rawszan Kulab | [ b ] | Mohun Bagan SG |  |
|                       |               |       |                |  |

| 27 listopada 2024 17:00 CET | Teraktor Sazi Tebriz · Hosseinzadeh 45' · Hashemnejad 75', 87' | 3:3(1:1)Raport | Al-Wakrah SC · 4' Gomes · 51' Ali Mukhtar · 69' Gelson | Stadion Yadegar Emam, Tebriz Widzów: 200 Sędzia: Ryo Tanimoto |
|                             |                                                                |                |                                                        |                                                               |

| 4 grudnia 2024 17:00 CET | Mohun Bagan SG | [ b ] | Teraktor Sazi Tebriz | Salt Lake Stadium, Kolkata |
|                          |                |       |                      |                            |

| 4 grudnia 2024 17:00 CET | Al-Wakrah SC | 0:2(0:0)Raport | Rawszan Kulab · 55' Khaitov · 81' Safarov | Al Janoub Stadium, Al-Wakra Widzów: 1 037 Sędzia: Kim Hee-gon |
|                          |              |                |                                           |                                                               |

### Grupa B
| Lp. | Drużyna                  | M | Mecze | Mecze | Mecze | Bramki | Bramki | Bramki | Pkt |
| Lp. | Drużyna                  | M | W     | R     | P     | +      | −      | +/−    | Pkt |
| --- | ------------------------ | - | ----- | ----- | ----- | ------ | ------ | ------ | --- |
| 1.  | Al-Taawoun FC (A)        | 6 | 5     | 0     | 1     | 13     | 6      | +7     | 15  |
| 2.  | Al-Khaldiya SC (A)       | 6 | 4     | 0     | 2     | 14     | 7      | +7     | 12  |
| 3.  | Al-Quwa Al-Jawiya (E)    | 6 | 3     | 0     | 3     | 8      | 9      | −1     | 9   |
| 4.  | Altyn Asyr Aszchabad (E) | 6 | 0     | 0     | 6     | 2      | 15     | −13    | 0   |

| 18 września 2024 18:00 CEST | Al-Khaldiya SC · Al-Aswad 33' · Abduljabbar 79' | 2:3(1:2)Raport | Al-Taawoun FC · 1', 29' Barrow · 51' Medeiros | Bahrain National Stadium, Ar-Rifa Widzów: 948 Sędzia: Nasrullo Kabirov |
|                             |                                                 |                |                                               |                                                                        |

| 18 września 2024 20:00 CEST | Al-Quwa Al-Jawiya · Salazar 50' · Ahmed 88' | 2:1(0:0)Raport | Altyn Asyr Aszchabad · 70' Annaýew | Al-Madina Stadium, Bagdad Widzów: 10 741 Sędzia: Ahmed Al-Ali |
|                             |                                             |                |                                    |                                                               |

| 2 października 2024 16:00 CEST | Altyn Asyr Aszchabad | 0:1(0:1)Raport | Al-Khaldiya SC · 45+4' Bellatreche | Stadion Aşgabat, Aszchabad Widzów: 15 500 Sędzia: Ahmad Ibrahim |
|                                |                      |                |                                    |                                                                 |

| 2 października 2024 20:00 CEST | Al-Taawoun FC · Pedro 62' | 1:2(0:1)Raport | Al-Quwa Al-Jawiya · 45+1' Isaiah · 48' Abdul-Amir | King Abdullah Sports City, Burajda Widzów: 5 200 Sędzia: Shen Yinhao |
|                                |                           |                |                                                   |                                                                      |

| 23 października 2024 20:00 CEST | Al-Taawoun FC · Pedro 45+2' · Mandash 47' | 2:1(1:0)Raport | Altyn Asyr Aszchabad · 58' Myratberdiýew | King Abdullah Sports City, Burajda Widzów: 4 172 Sędzia: Jumpei Iida |
|                                 |                                           |                |                                          |                                                                      |

| 23 października 2024 20:00 CEST | Al-Quwa Al-Jawiya · Abbas 90+6' | 1:2(0:1)Raport | Al-Khaldiya SC · 31', 74' Al-Humaidan | Al-Madina Stadium, Bagdad Widzów: 3 050 Sędzia: Rustam Lutfullin |
|                                 |                                 |                |                                       |                                                                  |

| 6 listopada 2024 15:00 CET | Altyn Asyr Aszchabad | 0:4(0:2)Raport | Al-Taawoun FC · 36', 67' Barrow · 40' Mandash · 88' Bahusayn | Stadion Aşgabat, Aszchabad Widzów: 11 000 Sędzia: Pranjal Banerjee |
|                            |                      |                |                                                              |                                                                    |

| 6 listopada 2024 17:00 CET | Al-Khaldiya SC · Al-Aswad 4', 56', 90' · Ismail 52' | 4:1(1:0)Raport | Al-Quwa Al-Jawiya · 79' Abbas | Bahrain National Stadium, Ar-Rifa Widzów: 437 Sędzia: Ammar Ashkanani |
|                            |                                                     |                |                               |                                                                       |

| 27 listopada 2024 15:00 CET | Altyn Asyr Aszchabad | 0:2(0:2)Raport | Al-Quwa Al-Jawiya · 7' (sam.) Ataýew · 31' Ahmed | Stadion Köpetdag, Aszchabad Widzów: 11 196 Sędzia: Ko Hyung-jin |
|                             |                      |                |                                                  |                                                                 |

| 27 listopada 2024 19:00 CET | Al-Taawoun FC · Adam 31' · Mandash 55' | 2:1(1:1)Raport | Al-Khaldiya SC · 39' Al-Aswad | King Abdullah Sports City, Burajda Widzów: 3 968 Sędzia: Sadullo Gulmurodi |
|                             |                                        |                |                               |                                                                            |

| 4 grudnia 2024 15:00 CET | Al-Khaldiya SC · Abduljabbar 10' · Bellatreche 47', 54', 89' | 4:0(1:0)Raport | Altyn Asyr Aszchabad | Bahrain National Stadium, Ar-Rifa Widzów: 65 Sędzia: Razlan Joffri Ali |
|                          |                                                              |                |                      |                                                                        |

| 4 grudnia 2024 15:00 CET | Al-Quwa Al-Jawiya | 0:1(0:0)Raport | Al-Taawoun FC · 48' Girotto | Al-Madina Stadium, Bagdad Widzów: 750 Sędzia: Nasrullo Kabirov |
|                          |                   |                |                             |                                                                |

### Grupa C
| Lp. | Drużyna               | M | Mecze | Mecze | Mecze | Bramki | Bramki | Bramki | Pkt |
| Lp. | Drużyna               | M | W     | R     | P     | +      | −      | +/−    | Pkt |
| --- | --------------------- | - | ----- | ----- | ----- | ------ | ------ | ------ | --- |
| 1.  | Nadi asz-Szarika (A)  | 6 | 4     | 1     | 1     | 13     | 8      | +5     | 13  |
| 2.  | Al-Wehdat Amman (A)   | 6 | 3     | 2     | 1     | 8      | 7      | +1     | 11  |
| 3.  | Sepahan Isfahan (E)   | 6 | 3     | 1     | 2     | 12     | 7      | +5     | 10  |
| 4.  | Istiklol Duszanbe (E) | 6 | 0     | 0     | 6     | 1      | 12     | −11    | 0   |

| 17 września 2024 18:00 CEST | Al-Wehdat Amman · Gueye 22' · Sabra 55' | 2:1(1:1)Raport | Sepahan Isfahan · 9' Hannonow | Stadion Międzynarodowy, Amman Widzów: 5 005 Sędzia: Hanna Hattab |
|                             |                                         |                |                               |                                                                  |

| 17 września 2024 18:00 CEST | Istiklol Duszanbe | 0:1(0:0)Raport | Nadi asz-Szarika · 72' Ben Larbi | Stadion Pamir, Duszanbe Widzów: 10 250 Sędzia: Ammar Ebrahim Mahfoodh |
|                             |                   |                |                                  |                                                                       |

| 1 października 2024 18:00 CEST | Sepahan Isfahan · Kamara 40' · Aghaeipour 43', 46' · Dabo 76' | 4:0(2:0)Raport | Istiklol Duszanbe | Naghsh-e-Jahan Stadium, Isfahan Widzów: 6 733 Sędzia: Ryo Tanimoto |
|                                |                                                               |                |                   |                                                                    |

| 1 października 2024 18:00 CEST | Nadi asz-Szarika · Alcácer 9' · Nejašmić 66' | 2:2(1:1)Raport | Al-Wehdat Amman · 28', 62' Gueye | Malab asz-Szarika, Szardża Widzów: 1 874 Sędzia: Ammar Ashkanani |
|                                |                                              |                |                                  |                                                                  |

| 22 października 2024 16:00 CEST | Nadi asz-Szarika · Camara 26' · Luanzinho 70' · Lucas 90' | 3:1(1:0)Raport | Sepahan Isfahan · 51' Limouchi | Malab asz-Szarika, Szardża Widzów: 1 002 Sędzia: Kim |
|                                 |                                                           |                |                                |                                                      |

| 22 października 2024 16:00 CEST | Istiklol Duszanbe | 0:1(0:0)Raport | Al-Wehdat Amman · 52' Faisal | Stadion Pamir, Duszanbe Widzów: 6 745 Sędzia: Mohanad Qasim Sarray |
|                                 |                   |                |                              |                                                                    |

| 5 listopada 2024 17:00 CET | Al-Wehdat Amman · Gueye 77' | 1:0(0:0)Raport | Istiklol Duszanbe | Stadion Międzynarodowy, Amman Widzów: 1 124 Sędzia: Majed Al-Shamrani |
|                            |                             |                |                   |                                                                       |

| 5 listopada 2024 19:00 CET | Sepahan Isfahan · Hazbavi 12' · Yousefi 45+3' · Aghaeipour 90+1' | 3:1(2:0)Raport | Nadi asz-Szarika · 61' Luanzinho | Stadion Al-Ahli, Doha (Katar) Widzów: 373 Sędzia: Shen Yinhao |
|                            |                                                                  |                |                                  |                                                               |

| 26 listopada 2024 15:00 CET | Nadi asz-Szarika · Luanzinho 21' · Camara 30' · Lucas 58' | 3:1(2:1)Raport | Istiklol Duszanbe · 24' Pandższanbe | Malab asz-Szarika, Szardża Widzów: 689 Sędzia: Kim Woo-sung |
|                             |                                                           |                |                                     |                                                             |

| 26 listopada 2024 17:00 CET | Sepahan Isfahan · Nzonzi 63' | 1:1(0:1)Raport | Al-Wehdat Amman · 44' Shelbaieh | Naghsh-e-Jahan Stadium, Isfahan Widzów: 1 598 Sędzia: Rustam Lutfullin |
|                             |                              |                |                                 |                                                                        |

| 3 grudnia 2024 15:00 CET | Al-Wehdat Amman · Afaneh 38' | 1:3(1:1)Raport | Nadi asz-Szarika · 31' Lucas · 47', 67' Luanzinho | Stadion Międzynarodowy, Amman Widzów: 1 365 Sędzia: Alex King |
|                          |                              |                |                                                   |                                                               |

| 3 grudnia 2024 15:00 CET | Istiklol Duszanbe | 0:2(0:0)Raport | Sepahan Isfahan · 55' Karimi · 80' Kamara | Stadion Pamir, Duszanbe Widzów: 6 750 Sędzia: Qasim Al Hatmi |
|                          |                   |                |                                           |                                                              |

### Grupa D
| Lp. | Drużyna                  | M | Mecze | Mecze | Mecze | Bramki | Bramki | Bramki | Pkt |
| Lp. | Drużyna                  | M | W     | R     | P     | +      | −      | +/−    | Pkt |
| --- | ------------------------ | - | ----- | ----- | ----- | ------ | ------ | ------ | --- |
| 1.  | Shabab Al-Ahli Dubaj (A) | 6 | 4     | 1     | 1     | 17     | 11     | +6     | 13  |
| 1.  | Al-Hussein Irbid (A)     | 6 | 3     | 1     | 2     | 11     | 11     | 0      | 10  |
| 3.  | Al Kuwait Kaifan (E)     | 6 | 1     | 3     | 2     | 9      | 12     | −3     | 6   |
| 4.  | Nasaf Karszy (E)         | 6 | 1     | 1     | 4     | 7      | 10     | −3     | 4   |

| 18 września 2024 18:00 CEST | Shabab Al-Ahli Dubaj · Ezzatollahi 20' · Azmun 45' · Mateusão 87' | 3:1(2:0)Raport | Al-Hussein Irbid · 90+5' Nasib | Malab Al Raszid, Dubaj Widzów: 2 240 Sędzia: Shen Yinhao |
|                             |                                                                   |                |                                |                                                          |

| 18 września 2024 18:00 CEST | Al Kuwait Kaifan | 0:0(0:0)Raport | Nasaf Karszy | Jaber Al-Ahmad Stadium, Kuwejt Widzów: 950 Sędzia: Majed Al-Shamrani |
|                             |                  |                |              |                                                                      |

| 2 października 2024 16:00 CEST | Nasaf Karszy · Marušić 83', 90+2' | 2:1(0:1)Raport | Shabab Al-Ahli Dubaj · 19' Mateusão | Stadion Centralny, Karszy Widzów: 9 537 Sędzia: Payam Heydari |
|                                |                                   |                |                                     |                                                               |

| 2 października 2024 18:00 CEST | Al-Hussein Irbid · N'Diaye 32' · Al-Haj 74' | 2:1(1:1)Raport | Al Kuwait Kaifan · 6' Marhoon | Stadion Międzynarodowy, Amman Widzów: 2 255 Sędzia: Ammar Ebrahim Mahfoodh |
|                                |                                             |                |                               |                                                                            |

| 23 października 2024 18:00 CEST | Shabab Al-Ahli Dubaj · Dabbur 9' · Mateusão 45+3' · Al-Maazmi 61' · Eid 65' | 4:1(2:0)Raport | Al Kuwait Kaifan · 85' As-Sulajman | Malab Al Raszid, Dubaj Widzów: 1 193 Sędzia: Shukri Al-Hanfosh |
|                                 |                                                                             |                |                                    |                                                                |

| 23 października 2024 18:00 CEST | Al-Hussein Irbid · Al-Haj 87', 90+1' | 2:1(0:0)Raport | Nasaf Karszy · 90+5' Da Silva | Stadion Międzynarodowy, Amman Widzów: 1 683 Sędzia: Pranjal Banerjee |
|                                 |                                      |                |                               |                                                                      |

| 6 listopada 2024 15:00 CET | Nasaf Karszy · Mukhitdinov 23' | 1:2(1:2)Raport | Al-Hussein Irbid · 31', 45+3' Bani Hani | Stadion Centralny, Karszy Widzów: 6 785 Sędzia: Hanna Hattab |
|                            |                                |                |                                         |                                                              |

| 6 listopada 2024 17:00 CET | Al Kuwait Kaifan · Zola 38' · Marhoon 42' · Amoory 71' | 3:3(2:1)Raport | Shabab Al-Ahli Dubaj · 34' Cartabia · 68' Bala · 90+1' Milivojević | Al Kuwait Sports Club Stadium, Kuwejt Widzów: 350 Sędzia: Abdulla Al Marri |
|                            |                                                        |                |                                                                    |                                                                            |

| 27 listopada 2024 15:00 CET | Nasaf Karszy · Marušić 43' | 1:2(1:0)Raport | Al Kuwait Kaifan · 47' Jabrane · 55' Abdelfattah | Stadion Centralny, Karszy Widzów: 5 433 Sędzia: Majed Al-Shamrani |
|                             |                            |                |                                                  |                                                                   |

| 27 listopada 2024 17:00 CET | Al-Hussein Irbid · Abu Jalboush 5' · Al-Mardi 15' | 2:3(2:1)Raport | Shabab Al-Ahli Dubaj · 42' Azmun · 87' Renan · 90+1' Dabbur | Stadion Międzynarodowy, Amman Widzów: 2 214 Sędzia: Nasrullo Kabirov |
|                             |                                                   |                |                                                             |                                                                      |

| 4 grudnia 2024 17:00 CET | Shabab Al-Ahli Dubaj · Mateusão 23' · Azmun 32', 34' | 3:2(3:2)Raport | Nasaf Karszy · 30' Mozgovoy · 45' Marušić | Malab Al Raszid, Dubaj Widzów: 936 Sędzia: Mooud Bonyadifard |
|                          |                                                      |                |                                           |                                                              |

| 4 grudnia 2024 17:00 CET | Al Kuwait Kaifan · Khenissi 56' · Al Kharqawi 89' | 2:2(0:1)Raport | Al-Hussein Irbid · 23' Haddad · 66' (sam.) Pour Dara | Jaber Al-Ahmad Stadium, Kuwejt Widzów: 300 Sędzia: Shen Yinhao |
|                          |                                                   |                |                                                      |                                                                |

### Grupa E
| Lp. | Drużyna                 | M | Mecze | Mecze | Mecze | Bramki | Bramki | Bramki | Pkt |
| Lp. | Drużyna                 | M | W     | R     | P     | +      | −      | +/−    | Pkt |
| --- | ----------------------- | - | ----- | ----- | ----- | ------ | ------ | ------ | --- |
| 1.  | Sanfrecce Hiroszima (A) | 6 | 5     | 1     | 0     | 14     | 5      | +9     | 16  |
| 2.  | Sydney FC (A)           | 6 | 4     | 0     | 2     | 17     | 6      | +11    | 12  |
| 3.  | Kaya FC-Iloilo (E)      | 6 | 1     | 1     | 4     | 6      | 14     | −8     | 4   |
| 4.  | Eastern SC (E)          | 6 | 1     | 0     | 5     | 7      | 19     | −12    | 3   |

| 19 września 2024 12:00 CEST | Sanfrecce Hiroszima · Vieira 37' · Paciência 54' · Iyoha 64' | 3:0(1:0)Raport | Kaya FC-Iloilo | Edion Peace Wing, Hiroszima Widzów: 6 806 Sędzia: Razlan Joffri Ali |
|                             |                                                              |                |                |                                                                     |

| 19 września 2024 12:00 CEST | Sydney FC · Ouahim 32', 55' · Grant 44' · Almazan 64' (sam.) · Leung 71' (sam.) | 5:0(2:0)Raport | Eastern SC | Netstrata Jubilee Stadium, Sydney Widzów: 4 021 Sędzia: Thoriq Alkatiri |
|                             |                                                                                 |                |            |                                                                         |

| 3 października 2024 12:00 CEST | Kaya FC-Iloilo · Horikoshi 3' | 1:4(1:1)Raport | Sydney FC · 26' Lolley · 59', 63' Klimala · 90+5' Amanatidis | Rizal Memorial Stadium, Manila Widzów: 372 Sędzia: Hassan Akrami |
|                                |                               |                |                                                              |                                                                  |

| 3 października 2024 14:00 CEST | Eastern SC · Almazan 7' · Baffoe 46' | 2:3(1:2)Raport | Sanfrecce Hiroszima · 40' Matsumoto · 41' Nakajima · 90+5' Araki | Mong Kok Stadium, Hongkong Widzów: 4 365 Sędzia: Wiwat Jumpaoon |
|                                |                                      |                |                                                                  |                                                                 |

| 23 października 2024 12:00 CEST | Sanfrecce Hiroszima · Higashi 20' · Sotiriu 55' | 2:1(1:0)Raport | Sydney FC · 90' Segecic | Edion Peace Wing, Hiroszima Widzów: 12 209 Sędzia: Yahya Almulla |
|                                 |                                                 |                |                         |                                                                  |

| 25 października 2024 06:00 CEST | Kaya FC-Iloilo · Yamazaki 45+3' | 1:2(1:1)Raport | Eastern SC · 28' Gondra · 78' Baffoe | Rizal Memorial Stadium, Manila Widzów: 138 Sędzia: Zaid Thamer Mohammed |
|                                 |                                 |                |                                      |                                                                         |

| 7 listopada 2024 09:00 CET | Sydney FC | 0:1(0:0)Raport | Sanfrecce Hiroszima · 60' Kato | Netstrata Jubilee Stadium, Sydney Widzów: 3 512 Sędzia: Ammar Ebrahim Mahfoodh |
|                            |           |                |                                |                                                                                |

| 7 listopada 2024 13:00 CET | Eastern SC · Gondra 70' | 1:2(0:1)Raport | Kaya FC-Iloilo · 32' Horikoshi · 86' Lopez Mendy | Mong Kok Stadium, Hongkong Widzów: 1 953 Sędzia: Yousif Saeed Hasan |
|                            |                         |                |                                                  |                                                                     |

| 28 listopada 2024 11:00 CET | Eastern SC · Baffoe 49' | 1:4(0:3)Raport | Sydney FC · 5', 45+1', 62' Ouahim · 17' Klimala | Mong Kok Stadium, Hongkong Widzów: 1 712 Sędzia: Abdulla Al Marri |
|                             |                         |                |                                                 |                                                                   |

| 28 listopada 2024 13:00 CET | Kaya FC-Iloilo · Komaki 18' | 1:1(1:0)Raport | Sanfrecce Hiroszima · 68' Inoue | Rizal Memorial Stadium, Manila Widzów: 341 Sędzia: Omar Al-Yaqoubi |
|                             |                             |                |                                 |                                                                    |

| 5 grudnia 2024 09:00 CET | Sydney FC · Segecic 38' · Wood 45+2' · Kucharski 75' | 3:1(2:0)Raport | Kaya FC-Iloilo · 85' Lopez Mendy | Netstrata Jubilee Stadium, Sydney Widzów: 2 158 Sędzia: Tejas Nagvenkar |
|                          |                                                      |                |                                  |                                                                         |

| 5 grudnia 2024 09:00 CET | Sanfrecce Hiroszima · Aoyama 36' · Paciência 53' · Nakajima 57' · Sotiriou 73' | 4:1(1:1)Raport | Eastern SC · 10' Ng Yu-Hei | Edion Peace Wing, Hiroszima Widzów: 9 694 Sędzia: Thoriq Alkatiri |
|                          |                                                                                |                |                            |                                                                   |

### Grupa F
| Lp. | Drużyna                  | M | Mecze | Mecze | Mecze | Bramki | Bramki | Bramki | Pkt |
| Lp. | Drużyna                  | M | W     | R     | P     | +      | −      | +/−    | Pkt |
| --- | ------------------------ | - | ----- | ----- | ----- | ------ | ------ | ------ | --- |
| 1.  | Lion City Sailors FC (A) | 6 | 3     | 1     | 2     | 15     | 11     | +4     | 10  |
| 2.  | Port FC (A)              | 6 | 3     | 1     | 2     | 9      | 11     | −2     | 10  |
| 3.  | Zhejiang FC (E)          | 6 | 3     | 0     | 3     | 10     | 10     | 0      | 9   |
| 4.  | Persib Bandung (E)       | 6 | 1     | 2     | 3     | 9      | 11     | −2     | 5   |

| 19 września 2024 14:00 CEST | Persib Bandung | 0:1(0:0)Raport | Port FC · 89' Willen | Stadion Si Jalak Harupat, Bandung Widzów: 4 204 Sędzia: Ammar Ashkanani |
|                             |                |                |                      |                                                                         |

| 19 września 2024 14:00 CEST | Lion City Sailors FC · Harun 44' · Lestienne 79' | 2:0(1:0)Raport | Zhejiang FC | Jalan Besar Stadium, Singapur Widzów: 2 468 Sędzia: Payam Heydari |
|                             |                                                  |                |             |                                                                   |

| 3 października 2024 14:00 CEST | Zhejiang FC · Kouassi 71' | 1:0(0:0)Raport | Persib Bandung | Yellow Dragon Stadium, Hangzhou Widzów: 23 931 Sędzia: Sultan Mohamed Yousif |
|                                |                           |                |                |                                                                              |

| 24 października 2024 14:00 CEST | Port FC · Amorim 69' | 1:0(0:0)Raport | Zhejiang FC | BG Stadium, Pathum Thani Widzów: 1 971 Sędzia: Ahmad Ibrahim |
|                                 |                      |                |             |                                                              |

| 24 października 2024 14:00 CEST | Persib Bandung · Tyronne 43' | 1:1(1:0)Raport | Lion City Sailors FC · 49' Wright | Stadion Si Jalak Harupat, Bandung Widzów: 2 111 Sędzia: Heydari |
|                                 |                              |                |                                   |                                                                 |

| 30 października 2024 13:00 CET | Port FC · Shimura 55' | 1:3(0:2)Raport | Lion City Sailors FC · 14', 17' Anuar · 65' Song Ui-young | BG Stadium, Pathum Thani Widzów: 1 478 Sędzia: Faisal Alblwi |
|                                |                       |                |                                                           |                                                              |

| 7 listopada 2024 13:00 CET | Lion City Sailors FC · Anuar 9' · Lestienne 23' | 2:3(2:0)Raport | Persib Bandung · 82' da Silva · 90+3' Kocijan · 90+5' Tyronne | Jalan Besar Stadium, Singapur Widzów: 3 152 Sędzia: Gamini Nivon Robesh |
|                            |                                                 |                |                                                               |                                                                         |

| 7 listopada 2024 13:00 CET | Zhejiang FC · Andrijašević 7' | 1:2(1:0)Raport | Port FC · 54' Doumbouya · 90' Amorim | Yellow Dragon Stadium, Hangzhou Widzów: 16 933 Sędzia: Akhrol Risqullaev |
|                            |                               |                |                                      |                                                                          |

| 28 listopada 2024 13:00 CET | Zhejiang FC · Andrijašević 65' · Sun Z. 69' · Kouassi 86' · Wang Yudong 90+4' | 4:2(0:1)Raport | Lion City Sailors FC · 45+4' Datković · 62' Song | Yellow Dragon Stadium, Hangzhou Widzów: 12 836 Sędzia: Zaid Thamer Mohammed |
|                             |                                                                               |                |                                                  |                                                                             |

| 28 listopada 2024 15:00 CET | Port FC · Doumbouya 18', 31' | 2:2(2:1)Raport | Persib Bandung · 17' Ciro · 90+5' da Silva | BG Stadium, Pathum Thani Widzów: 1 451 Sędzia: Ammar Ebrahim Mahfoodh |
|                             |                              |                |                                            |                                                                       |

| 5 grudnia 2024 13:00 CET | Persib Bandung · Putra 31' · da Silva 70' · Tyronne 90+5' | 3:4(1:3)Raport | Zhejiang FC · 15', 39' Andrijašević · 22', 58' Kouassi | Stadion Si Jalak Harupat, Bandung Widzów: 5 707 Sędzia: Asker Nadjafaliev |
|                          |                                                           |                |                                                        |                                                                           |

| 5 grudnia 2024 13:00 CET | Lion City Sailors FC · Song Ui-young 1', 36', 67' · Anuar 71' · Thy 90+9' | 5:2(2:0)Raport | Port FC · 50' Amorim · 52' Putros | Jalan Besar Stadium, Singapur Widzów: 2 357 Sędzia: Casey Reibelt |
|                          |                                                                           |                |                                   |                                                                   |

### Grupa G
| Lp. | Drużyna                | M | Mecze | Mecze | Mecze | Bramki | Bramki | Bramki | Pkt |
| Lp. | Drużyna                | M | W     | R     | P     | +      | −      | +/−    | Pkt |
| --- | ---------------------- | - | ----- | ----- | ----- | ------ | ------ | ------ | --- |
| 1.  | Bangkok United FC (A)  | 6 | 4     | 1     | 1     | 12     | 6      | +6     | 13  |
| 2.  | Thép Xanh Nam Định (A) | 6 | 3     | 2     | 1     | 13     | 8      | +5     | 11  |
| 3.  | Tampines Rovers (E)    | 6 | 2     | 2     | 2     | 11     | 11     | 0      | 8   |
| 4.  | Lee Man FC (E)         | 6 | 0     | 1     | 5     | 2      | 13     | −11    | 1   |

| 18 września 2024 14:00 CEST | Lee Man FC | 0:2(0:1)Raport | Thép Xanh Nam Định · 27' Rafaelson · 73' Silva | Mong Kok Stadium, Hongkong Widzów: 2 147 Sędzia: Ali Reda |
|                             |            |                |                                                |                                                           |

| 18 września 2024 14:00 CEST | Bangkok United FC · Al-Ghassani 45+3', 63' · Živković 77' · Jradi 90+5' | 4:2(1:0)Raport | Tampines Rovers · 53', 72' Kunori | Thammasat Stadium, Rangsit Widzów: 899 Sędzia: Pranjal Banerjee |
|                             |                                                                         |                |                                   |                                                                 |

| 2 października 2024 14:00 CEST | Thép Xanh Nam Định | 0:0(0:0)Raport | Bangkok United FC | Thiên Trường Stadium, Nam Định Widzów: 11 818 Sędzia: Mohammed Al-Shammari |
|                                |                    |                |                   |                                                                            |

| 2 października 2024 14:00 CEST | Tampines Rovers · Kopitović 45+4' · Ramli 65' · Kunori 75' | 3:1Raport | Lee Man FC · 4' Li Ngai Hoi | Jalan Besar Stadium, Singapur Widzów: 883 Sędzia: Kim Woo-sung |
|                                |                                                            |           |                             |                                                                |

| 24 października 2024 12:00 CEST | Lee Man FC | 0:1(0:1)Raport | Bangkok United FC · 28' Jradi | Mong Kok Stadium, Hongkong Widzów: 892 Sędzia: Ismaeel Habib Ali Ismaeel |
|                                 |            |                |                               |                                                                          |

| 24 października 2024 14:00 CEST | Tampines Rovers · Shahiran 12' · Kunori 24' · Yamashita 62' | 3:3(2:2)Raport | Thép Xanh Nam Định · 32' Rafaelson · 42' Mpande · 76' Nguyễn | Jalan Besar Stadium, Singapur Widzów: 1 017 Sędzia: Chen Hsin-Chuan |
|                                 |                                                             |                |                                                              |                                                                     |

| 6 listopada 2024 13:00 CET | Thép Xanh Nam Định · César 57' · Mpande 80' · Silva 90+6' | 3:2(0:1)Raport | Tampines Rovers · 38' Adli · 48' Kunori | Thiên Trường Stadium, Nam Định Widzów: 9 579 Sędzia: Nasrullo Kabirov |
|                            |                                                           |                |                                         |                                                                       |

| 6 listopada 2024 13:00 CET | Bangkok United FC · Živković 67', 90+3' · Jarunongkran 73' · Al-Ghassani 78' | 4:1(0:1)Raport | Lee Man FC · 41' Camargo | Thammasat Stadium, Rangsit Widzów: 1 241 Sędzia: Mohammad Ghabayen |
|                            |                                                                              |                |                          |                                                                    |

| 27 listopada 2024 13:00 CET | Thép Xanh Nam Định · Lucas Silva 11' · Tô 29' · Rafaelson 39' | 3:0(2:0)Raport | Lee Man FC | Thiên Trường Stadium, Nam Định Widzów: 8 318 Sędzia: Hanna Hattab |
|                             |                                                               |                |            |                                                                   |

| 27 listopada 2024 13:00 CET | Tampines Rovers · Kunori 61' | 1:0(0:0)Raport | Bangkok United FC | Jalan Besar Stadium, Singapur Widzów: 1 026 Sędzia: Ahmed Issa |
|                             |                              |                |                   |                                                                |

| 4 grudnia 2024 13:00 CET | Lee Man FC | 0:0(0:0)Raport | Tampines Rovers | Mong Kok Stadium, Hongkong Widzów: 669 Sędzia: Yoshimi Yamashita |
|                          |            |                |                 |                                                                  |

| 4 grudnia 2024 13:00 CET | Bangkok United FC · Adžić 35' · Al-Ghassani 45+2' · Jradi 83' | 3:2(2:1)Raport | Thép Xanh Nam Định · 29', 89' Rafaelson | Thammasat Stadium, Rangsit Widzów: 1 288 Sędzia: Khamis Al-Marri |
|                          |                                                               |                |                                         |                                                                  |

### Grupa H
| Lp. | Drużyna                    | M | Mecze | Mecze | Mecze | Bramki | Bramki | Bramki | Pkt |
| Lp. | Drużyna                    | M | W     | R     | P     | +      | −      | +/−    | Pkt |
| --- | -------------------------- | - | ----- | ----- | ----- | ------ | ------ | ------ | --- |
| 1.  | Jeonbuk Hyundai Motors (A) | 6 | 4     | 0     | 2     | 16     | 4      | +12    | 12  |
| 2.  | Muangthong United          | 6 | 3     | 2     | 1     | 16     | 10     | +6     | 11  |
| 3.  | Selangor FC                | 6 | 3     | 1     | 2     | 9      | 5      | +4     | 10  |
| 4.  | DH Cebu FC (E)             | 6 | 0     | 1     | 5     | 4      | 26     | −22    | 1   |

| 19 września 2024 12:00 CEST | Muangthong United · Thodsanit 54' | 1:1(2:0)Raport | Selangor FC · 7' Fernández | Stadion Narodowy Rajamangala, Bangkok Widzów: 1 366 Sędzia: Bijan Heydari |
|                             |                                   |                |                            |                                                                           |

| 19 września 2024 14:00 CEST | DH Cebu FC | 0:6(0:3)Raport | Jeonbuk Hyundai Motors · 15' Jin Tae-ho · 36' Kim Chang-hun · 45+1' Moon Seon-min · 49' Park Jae-yong · 74' Yu Je-ho · 77' Park Chae-jun | Rizal Memorial Stadium, Manila Widzów: 417 Sędzia: Hussein Abo Yehia |
|                             |            |                | |                                                                      |

| 3 października 2024 10:00 CEST | Jeonbuk Hyundai Motors · Moon Seon-min 50', 59' · Lee Yeong-jae 55' · Jin Tae-ho 84' | 4:1(0:0)Raport | Muangthong United · 66' Panthong | Stadion Jeonju World Cup, Jeonju Widzów: 6 499 Sędzia: Hanna Hattab |
|                                |                                                                                      |                |                                  |                                                                     |

| 3 października 2024 14:00 CEST | Selangor FC · Orozco 10' | 1:0(1:0)Raport | DH Cebu FC | Petaling Jaya Stadium, Petaling Jaya Widzów: 8 158 Sędzia: Nasrullo Kabirov |
|                                |                          |                |            |                                                                             |

| 23 października 2024 14:00 CEST | Selangor FC · Haiqal 31' · Olwan 33' | 2:1(2:1)Raport | Jeonbuk Hyundai Motors · 40' Kwon Chang-hoon | Petaling Jaya Stadium, Petaling Jaya Widzów: 7 257 Sędzia: Mooud Bonyadifard |
|                                 |                                      |                |                                              |                                                                              |

| 23 października 2024 14:00 CEST | Muangthong United · Brown Forbes 53' · Roback 79' | 2:2(0:1)Raport | DH Cebu FC · 16' Goutier · 90+3' Hama | Stadion Narodowy Rajamangala, Bangkok Widzów: 1 465 Sędzia: Ngô Duy Lân |
|                                 |                                                   |                |                                       |                                                                         |

| 7 listopada 2024 11:00 CET | Jeonbuk Hyundai Motors · Orobó 22' | 1:0(1:0)Raport | Selangor FC | Stadion Jeonju World Cup, Jeonju Widzów: 3 231 Sędzia: Liu Kwok Man |
|                            |                                    |                |             |                                                                     |

| 7 listopada 2024 11:00 CET | DH Cebu FC · Mijland 20', 23' | 2:9(2:6)Raport | Muangthong United · 7', 45+2' Brown Forbes · 13', 45+5', 51' Arjvirai · 37', 39' Khamyok · 65' Thodsanit · 82' Kraikruan | Rizal Memorial Stadium, Manila Widzów: 168 Sędzia: Jonathan Barreiro |
|                            |                               |                | |                                                                      |

| 28 listopada 2024 11:00 CET | Jeonbuk Hyundai Motors · Lee Seung-woo 6' · Jeon Byung-kwan 29' · Jeon Jin-woo 52' · Song Min-kyu 79' | 4:0(2:0)Raport | DH Cebu FC | Stadion Jeonju World Cup, Jeonju Widzów: 2 031 Sędzia: Gamini Nivon Robesh |
|                             | |                |            |                                                                            |

| 28 listopada 2024 13:00 CET | Selangor FC · Cheng 5' | 1:2(1:0)Raport | Muangthong United · 53' Brown Forbes · 76' Arjvirai | Petaling Jaya Stadium, Petaling Jaya Widzów: 7 241 Sędzia: Ahmad Yaacob |
|                             |                        |                |                                                     |                                                                         |

| 5 grudnia 2024 11:00 CET | DH Cebu FC | 0:4(0:1)Raport | Selangor FC · 44', 48' Orozco · 57' Laine · 79' Fortes | Rizal Memorial Stadium, Manila Widzów: 326 Sędzia: Sultan Mohamed Yousif |
|                          |            |                |                                                        |                                                                          |

| 5 grudnia 2024 11:00 CET | Muangthong United · Thodsanit 45+1' | 1:0(1:0)Raport | Jeonbuk Hyundai Motors | Stadion Narodowy Rajamangala, Bangkok Widzów: 3 125 Sędzia: Jansen Foo |
|                          |                                     |                |                        |                                                                        |